# Valacchi
I valacchi (più raramente, vlacchi) sono in senso stretto i discendenti delle popolazioni che furono romanizzate tra il primo e il sesto secolo nei Balcani e nel bacino del basso Danubio. In senso più ampio il termine o i suoi derivati indicano in molte lingue tutte le popolazioni di lingua romanza.

## Etimologia
"Valacco" deriva dal francese valaque, a sua volta derivato dall'antico alto tedesco walh, medio alto tedesco Walch "romano" (cfr. tedesco welsch "latino", inglese welsh, "gallese" e Wales, "Galles") da un germanico antico *Walhōs corrispondente al celto-latino volcae, nome di una popolazione celtica scalzata dall'area germanica. L'esonimo fu applicato dalle genti germaniche e in seguito anche da quelle slave (cfr. anche serbo e croato vlah, "rumeno, morlacco", antico slavo vlahŭ, "rumeno") prima alle popolazioni celtiche, poi a quelle romanze, in ogni caso "straniere" rispetto a loro.
Dalla stessa radice derivano l'ungherese olasz "italiano", il polacco włoch "italiano", il turco ulah "valacco", così come l'etnico "vallone" (francese wallon, neerlandese Waal, nome con cui i fiamminghi chiamavano le popolazioni di lingua romanza) e Cornovaglia, nome di due territori celtofoni, uno in Bretagna e uno a sud ovest dell'Inghilterra.
Altri studiosi ipotizzano che vlach, vlah, blach o blasi siano derivati dal medio romano-bizantino e siano stati diffusi dai Variaghi.

## Significato e tracce in altri etnonimi
Usato come etnonimo, soprattutto presso i popoli slavi e ungheresi, il termine «valacchi» sta ad indicare tutte le etnie di lingua romanza.
Il termine è usato:
- in ambito slavo, abbiamo il ceco arcaico Vlach e il polacco Włoch (che significano "latino” ovvero “italiano");
- in ungherese abbiamo, olasz ("latino” ossia “italiano", attraverso la vocalizzazione della Wł polacca) e "olah" ("rumeno", sempre dal polacco "włoch")
- in turco (attraverso l'ungherese), abbiamo ulah che significa "valacco";
- in greco (bizantino) μαυρόβλαχοι maurobláchoi, "morlacchi", passato poi all'italiano.

Tracce del termine in ambito germanico restano in:
- Valloni, che sta ad indicare la popolazione belga di lingua romanza, in contrapposizione a quella di lingua germanica, i fiamminghi
- e anche nell'inglese welsh che significa gallese (e indica quindi una popolazione celtica) e linguisticamente corrisponde al tedesco Welsche (che indica popolazioni latine).

Welsche
In Alto Adige e in Austria la parola Welsche viene utilizzata dai parlanti in lingua tedesca per riferirsi agli italiani (trentini) e ai ladini della zona, e anche al popolo italiano più in generale, in contrapposizione alle locali popolazioni alpine di lingua germanica (Walser) e slava (Windisch). Il termine è spesso usato con connotati dispregiativi (specialmente nella versione sudtirolese Walsche), sebbene non manchino esempi di uso del tutto neutrale, si pensi ad esempio al toponimo Welschnofen (letteralmente "Nova latina"), nel quale il termine serve solo a distinguere la località dalla vicina e quasi omonima Deutschnofen (letteralmente "Nova tedesca").
Welschtirol
La regione tirolese, con la secolarizzazione del principato vescovile di Trento e la successiva annessione dei territori al Tirolo nel 1815, era abitata da popolazioni germanofone e italofone. Con l'esonimo Welschtirol i tedeschi identificavano il Trentino, ossia l'area di lingua italiana al tempo chiamata Tirolo meridionale o Tirolo italiano.

## Altri significati più ristretti
Un altro livello, più ristretto, di significato del termine valacchi indica le popolazioni parlanti una qualsiasi delle quattro varietà della lingua rumena, ovvero il dacorumeno (o rumeno vero e proprio), l'arumeno (o macedorumeno), il meglenorumeno e l'istrorumeno.
In alcuni casi è usato anche solo per indicare gli arumeni.
In italiano il termine viene usato principalmente in contesto storico per indicare le popolazioni balcaniche di lingua romanza. Valacchi (soprattutto in Romania) può anche indicare gli abitanti della Valacchia, che sono visti dai rumeni come propria etnia principale.

## Significato etnologico

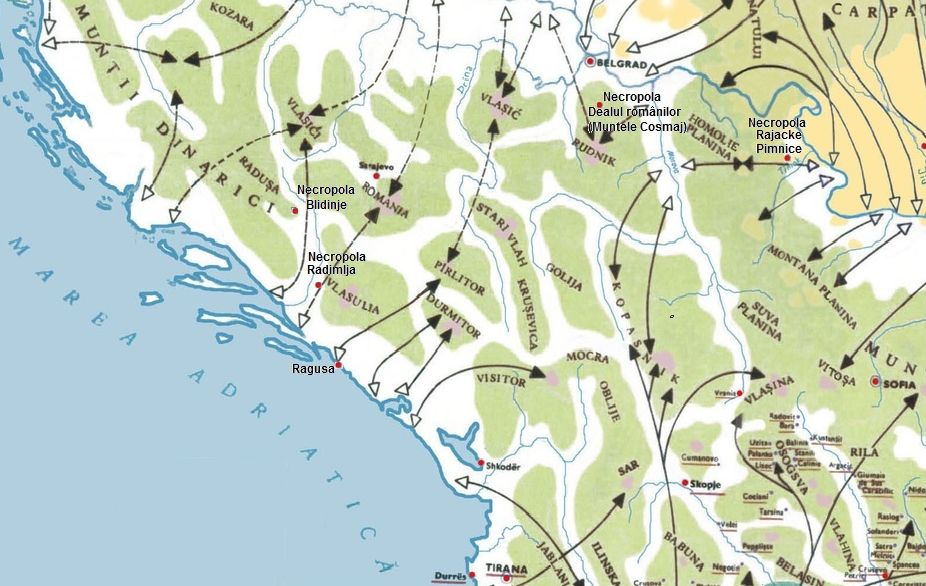
La transumanza medievale dei valacchi nei Balcani occidentali con indicazione di alcune necropoli.

Dal punto di vista etnologico, per "valacchi" si intendono le popolazioni neolatine dell'Europa orientale nell'area balcanica.
Comunque, i valacchi del nord balcanico vengono identificati con i romeni e i moldavi, quelli del centro con i morlacchi (detti vlasi dagli slavi) e quelli del sud con gli aromuni (talora detti anche Vlachs, come in inglese) della Grecia/Albania/Macedonia. Sono conosciuti anche le popolazioni del sud balcanico come: meglenoromani, cutzovalacchi (βλαχοι), moscopolitani e saracaceni.
Inoltre il termine "valacchi" viene usato etnologicamente anche per popolazioni, come i valacchi della Moravia ed i valacchi dell'Ucraina, Polonia e Slovacchia.
I valacchi medievali hanno praticato la transumanza, la migrazione stagionale delle greggi, delle mandrie e dei pastori che si spostano da pascoli situati in zone collinari o montane nella stagione estiva verso quelli delle pianure nella stagione invernale.

## Monumenti funebri dei Valacchi
Monumenti funebri, chiamati Stećak, sono stati eretti dai valacchi in Bosnia e Montenegro.

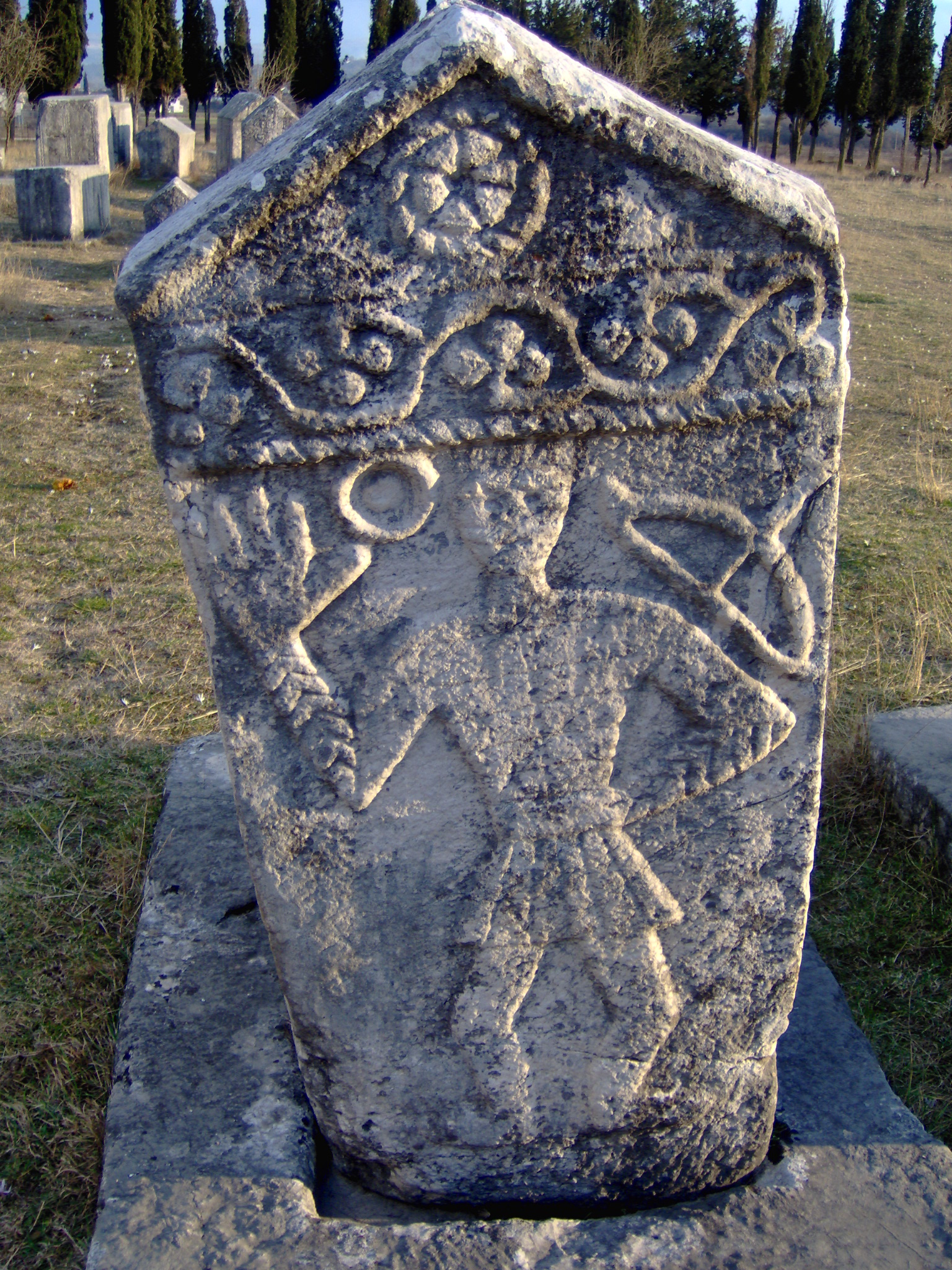
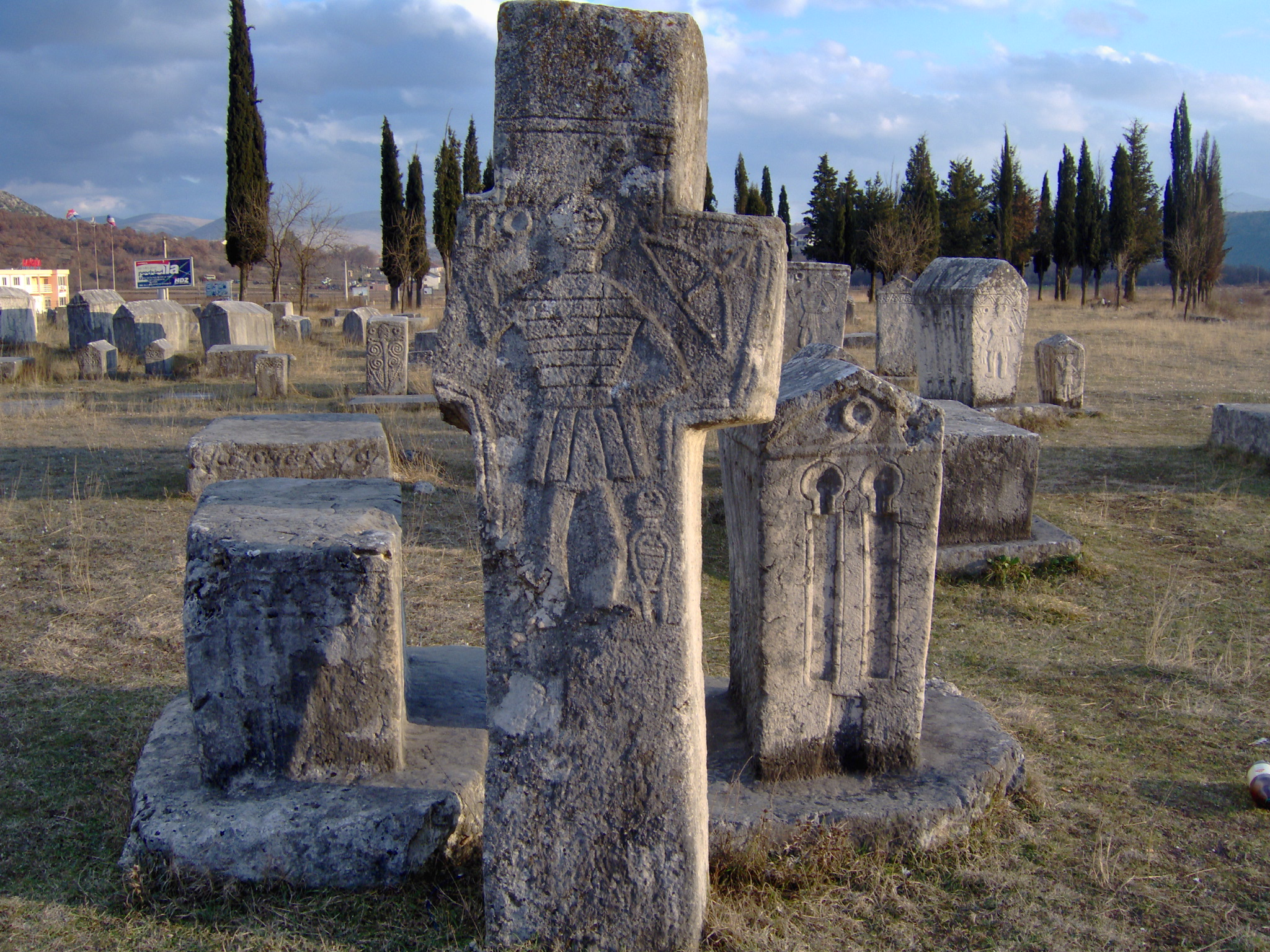
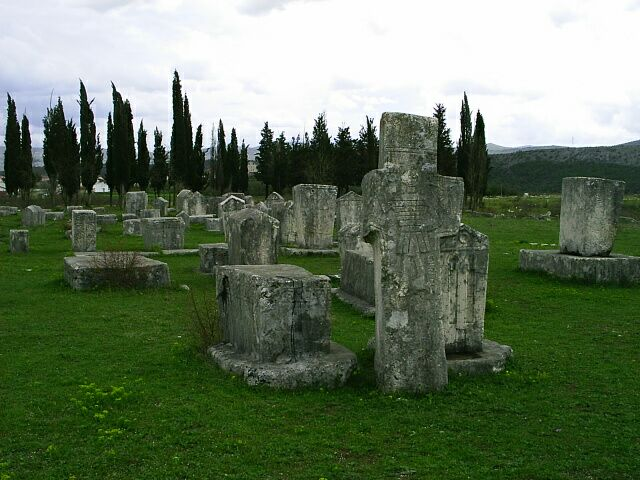
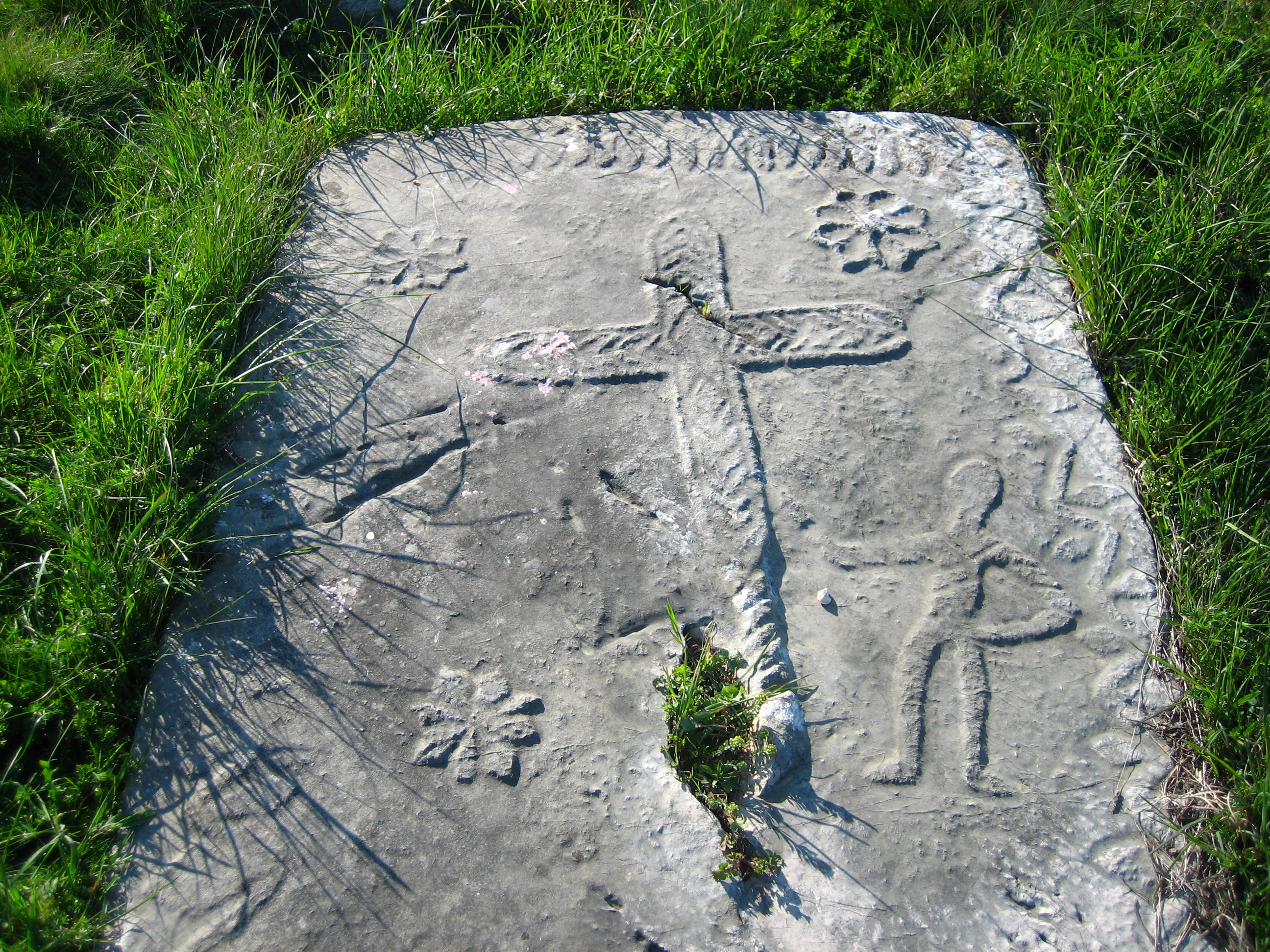
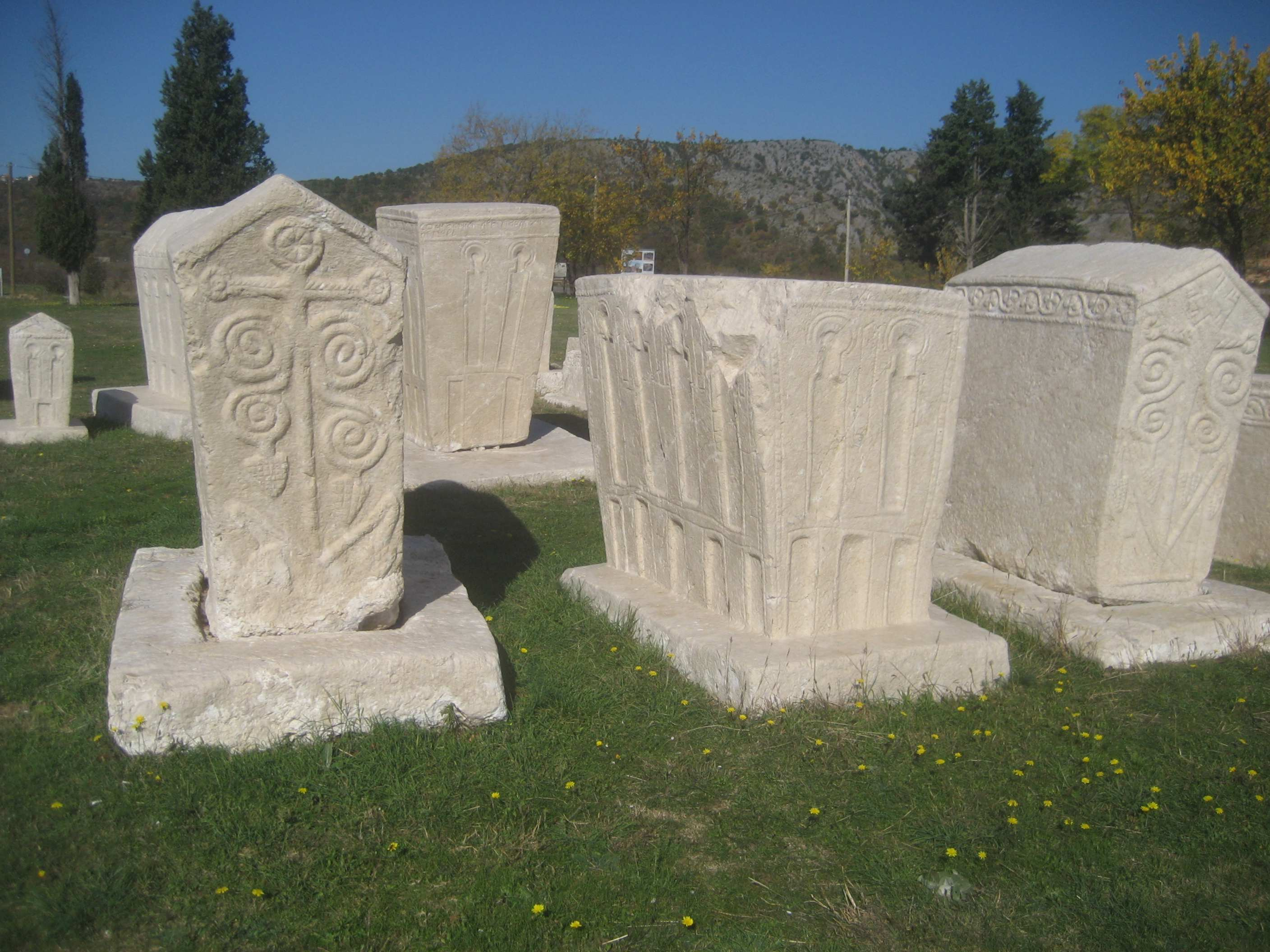
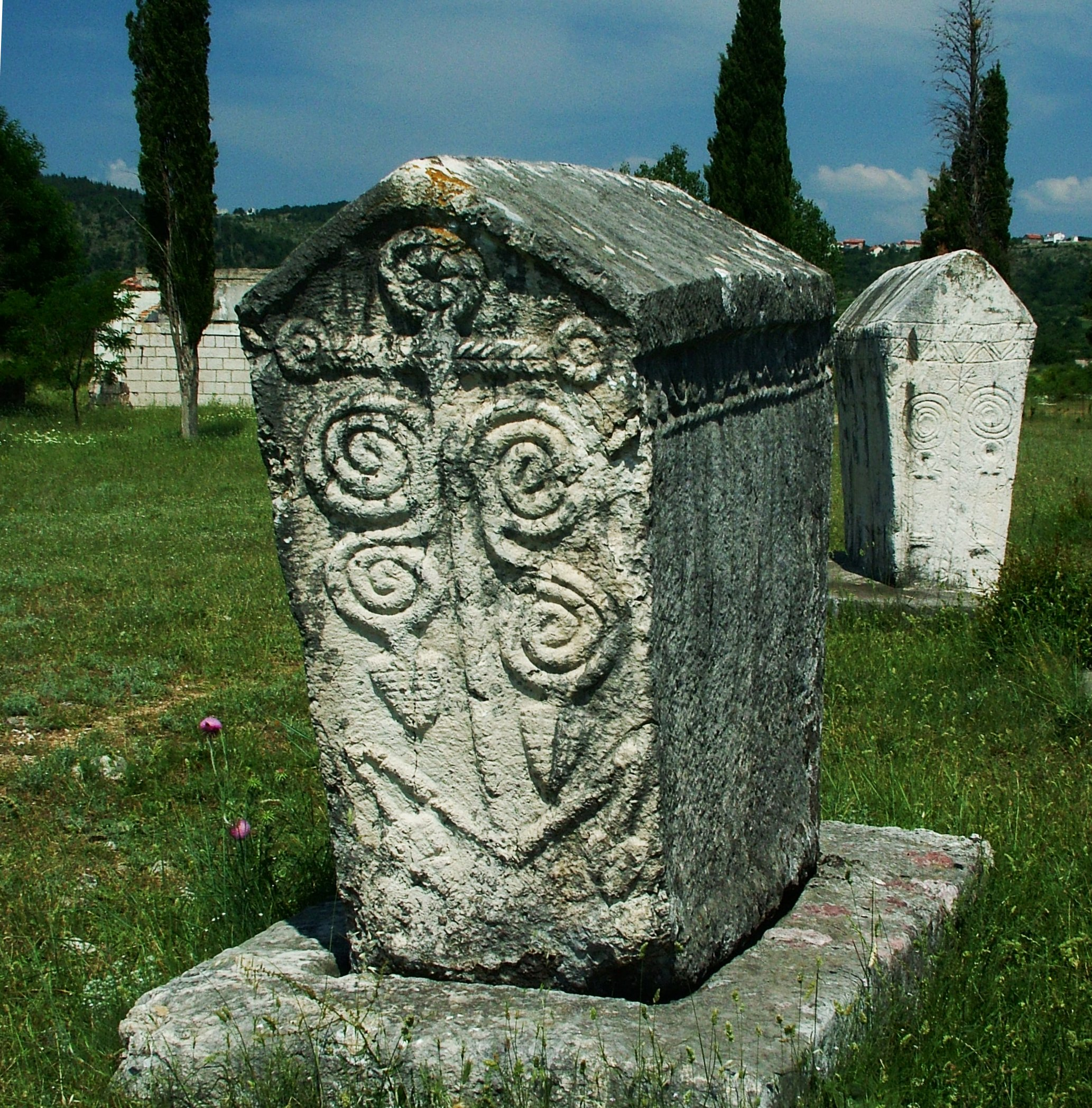